# Time on Earth
Time On Earth es el quinto álbum de estudio del grupo neozelandés Crowded House editado en el año 2007 . El disco se grabó en Nueva Zelanda y Reino Unido once años después de la separación de la banda . La formación incluye a Neil Finn , Mark Hart , Nick Seymour y el batería Matt Sherrod (que había formado parte de Beck) en lugar del fallecido Paul Hester . El primer sencillo en darse a conocer es el tema Don't Stop Now junto a la canción Even A Child en el que colabora Jhonny Marr (The Smiths) . Las canciones de Time On Earth  han sido producidas por Ethan Johns y Steve Lillywhite y el CD contó con tres ediciones : una sencilla , Limited Edition CD + DVD que contiene cuatro temas en directo con material extra y Australian live disc que incluye un disco en directo de la gira .

## Canciones
- 1 - Nobody Wans To
- 2 - Don't Stop Now
- 3 - She Called Up
- 4 - Say That Again
- 5 - Pour Le Monde
- 6 - Even A Child
- 7 - Heaven That I'm Making
- 8 - A Sigh
- 9 - Silent House
- 10 - English Trees
- 11 - Walked Her Way Down
- 12 - Transit Lounge
- 13 - You Are The One to Make Me Cry
- 14 - People Are Like Suns

- Datos: Q3279009